# نیلز روزن
نیلز روزن (انگلیسی: Nils Rosén; ۲۲ مهٔ ۱۹۰۲ – ۲۶ ژوئن ۱۹۵۱) بازیکن فوتبال اهل سوئد بود.
از باشگاه‌هایی که در آن بازی کرده‌است می‌توان به باشگاه فوتبال هلسینگبورگس اشاره کرد.
وی همچنین در تیم ملی فوتبال سوئد بازی کرده‌است.